# Kameler og lamaer
Kameler og lamaer er en familie af parrettåede hovdyr. Den baktriske kamel er uhyre sjælden i naturen, mens dromedaren helt er uddød i naturen. Begge arter er dog mere kendte i deres domesticerede form.

## Klassifikation
Underorden Tylopoda
- Familie Kameler og lamaer Camelidae
  - Slægt Lamaer Lama
    - Guanako, Lama guanicoe
    - Lama, Lama glama

  - Slægt Vicugna
    - Vikunja, Vicugna vicugna
    - Alpaka, Vicugna pacos

  - Slægt Kameler Camelus
    - Dromedar, Camelus dromedarius
    - Kamel, Camelus bactrianus og

Uddøde slægter omfatter Procamelus, Aepycamelus, Megatylopus, Protolabis, Poebrotherium, Stenomylus, Protylopus, Oxydactylus, Megacamelus, Titanotylopus, Paracamelus, Hemiauchenia, Paratylopus, Camelops, Floridatragulus.